# 新條月渚
新條 月渚（しんじょう るな、2006年（平成18年）10月17日 - ）は、日本の女優、ミュージカル女優、歌手。エルアンドエル・ビクターエンタテインメント所属。東京都出身、身長165cm、血液型はAB型。妹は森田瑞姫。

## 人物
- 特技：バレエ、ジャズダンス、タップダンス、殺陣、フラメンコ、フルート、ピアノ
- 資格：英検準2級、アロマテラピー検定1級、ハングル能力検定５級
- 好きなもの：アニメ、ゲーム、メイク研究、編み物[1]

## 略歴
2015年グリーンミュージカル「LADYBIRD,LADYBIRD」出演をきっかけに、ミュージカル子役として活動開始。2017年にはミュージカル座「ニッキー」主演二コル役に抜擢。その後もミュージカル「冒険者たち」ヒロイン潮路役を経て、『東京少年少女』（2019年4月3日に発売された、角松敏生通算22作目のスタジオ・アルバム）レコーディングに参加。翌年同タイトルのミュージカル「東京少年少女」にも出演。
2020年にはミスコン「ミス・アース」のジュニア部門である「ジュニア・アース・ジャパン東京」準グランプリ。同年mystaアプリ「mysta BES TEEN」グランプリ（2020年）受賞。雑誌「seventeen」（2021年4月号掲載）される。2024年8月湊かなえ原作舞台「ブロードキャスト」出演。３月舞台「五等分の花嫁」、８月ミュージカル「四月は君の嘘」への出演が決まっている。

## 出演

### 舞台・ミュージカル
- 「LADYBIRD,LADYBIRD」[2]-ミッチ役（2015年）池袋シアターグリーンホール
- 「くまのがっこうジャッキー〜あなたの宝物はなんですか？〜」-ロイ役（2016年8月）博品館劇場
- 「ニッキー」[3]-主演 ニコル役（2017年8月）IMAホール
- 「ジュニア」[4]-長谷川柑奈役 （2018年12月）中目黒キンケロシアター
- 「タイムトラベラー」[5]-ベス・ドミニク役（2018年6月）IMAホール
- 「Old West 」-主演 ビリー・ザ・キッド役（2018年8月）日暮里d－倉庫
- 「冒険者たち～この海の彼方へ～」-ヒロイン潮路役（2019年8月）江東区文化センターホール
- 「おでかけ姫」[6]-良太（リョート）役（2019年9月） 六行会ホール
- 「東京少年少女」-青山玲奈（子供時代）役（2020年2月）渋谷大和田さくらホール　音楽監督： 角松敏生
- 「リトルレンジャーズ」-隊長役（2020年8月）日暮里d－倉庫
- 「ルルドの奇跡」[7] -カトリーヌ役（2022年2月）キンケロシアター
- MPink「KANAGAWA MUSIC REVUE SHOW Vol.3」[8][9][10]-八丁畷美嘉役（2022年4月）神奈川KAATホール
- 「ジュニア」[11]　-生駒 笑役（2023年4月）池袋シアターグリーンホール
- 舞台「ブロードキャスト」[12][13][14][15]湊かなえ原作　-スズカ役（2024年8月）恵比寿エコー劇場
- 第32回新春本公演「冥途遊山」-鬼子役（2025年1月）池袋シアターグリーンBIG TREE THEATER[16]
- 舞台「五等分の花嫁」（2025年3月）品川プリンスホテル　ステラボール　予定
- ミュージカル「四月は君の嘘」（2025年8-9月）昭和女子大学人見記念講堂[17][18]　予定

### テレビドラマ
- ワンダーハッチ　空飛ぶ竜の島　第5話（2023年）Disney＋
- TOKYOストーリーズ『つじつま』-妹役（2018年）BSフジ　脚本：和田健太郎

### テレビ
- 24時間テレビPART.6「つなぐ～時を超えて笑顔を～」（2015年日本テレビ）
- スッキリ！！　「ミュージカル「アニー」密着ＳＰ」（2017年日本テレビ）
- 「THEカラオケ☆バトル」 四天王を倒せ！U-18甲子園（2023年テレビ東京）

### 映画
- 少女と、女-梓（幼少期）役　監督：勝又悠／主演：新田恵利（2013年8月）

### CM
- アース渦巻き香神田沙也加出演（2015年）
- ポカリスエット　NEO合唱MV　出演（2020年）
- ブロードバンド予備校（2020年～2023年）
- マテルゲームWEB CM「修学旅行のド定番！ウノ」編(2022年）

### コンサート
- 恵比寿文化祭「ミュージカルコンサート」（2017年）
- 「ALL STAR Solo MUSICAL CONCERT 」  （2018年）渋谷シダックスカルチャーホール
- Mpink  ｢YEAR END MUSIC PARTY vol.2｣ （2022年12月）ラゾーナ川崎プラザソル
- 「新條月渚 １st Recital concert」[19][20]（2024年5月）日暮里サニーホール
- 第８９回東京国際芸術協会新人演奏会（2024年９月10日）

### モデル
- JSガールフェスティバル　ランウェイ出演（2013年）
- JSガールフェスティバル「リアルクローズ」SISTAR♡JENNIファイナリスト　ランウェイ出演（2015年）
- 雑誌「Seventeen」掲載（2021年4月号）

### 受賞
- mystaアプリ「mysta BES TEEN」グランプリ（2020年）
- ジュニアアース・ジャパン東京　準グランプリ　（2021年）
- 第1回国際声楽コンクール東京　ミュージカル中学生部門　第3位（2021年）
- 第1回プリマヴェーラ声楽コンコルソ　セーディチ入選（2023年）
- 第3回国際声楽コンクール東京　ミュージカル高校生部門　奨励賞（2023年）
- 第2回東京国際管弦声楽コンクール　声楽部門第5位（2023年）
- 第7回TOKYO全国ミュージカル歌唱コンクール　第2位（2024年）
- 昭和音楽大学　高校生のための歌曲コンクール　奨励賞（2024年）

## ディスコグラフィ

### CD収録
| レーベル   | 発売日         | タイトル                                                                              | 規格品番   | 歌唱曲                                         |
| ---------- | -------------- | ------------------------------------------------------------------------------------- | ---------- | ---------------------------------------------- |
| Columbia   | 2012年6月27日  | きっずそんぐ ～こどもがうたうこどものうた～                                           | COCX-37361 | とんとんひげじいさん、しあわせなら手をたたこう |
| KINGRECORD | 2018年11月7日  | めざせ！ミュージカル☆キッズ～歌ってみたい憧れの名曲＆オーディションに役立つカラオケ集 | KLCG-599   | ﾊﾟｰﾄｵﾌﾞﾕｱﾜｰﾙﾄﾞ、どこまでも～How Far l'll Go～  |
| KINGRECORD | 2018年11月21日 | こどものうた福袋～歌って遊んで笑っちゃおう！〈みんなでドライブ編〉                    | KICG-615   | どこまでも～How Far l'll Go～                  |